# باريت وينديل
باريت وينديل (بالإنجليزية: Barrett Wendell)‏ هو لاعب كرة قاعدة أمريكي، ولد في 23 أغسطس 1855، وتوفي في 8 فبراير 1921.